# Soloquartett „Mendelssohn“
Im Jahre 1889 gründete Carl August Moritz Schiebold (* 19. Dezember 1866 in Jersey City; † 27. März 1946 in Leipzig) das Leipziger Soloquartett „Mendelssohn“.
Weitere Sänger des Quartetts waren
- O. Hennicker, Tenor, Maler,

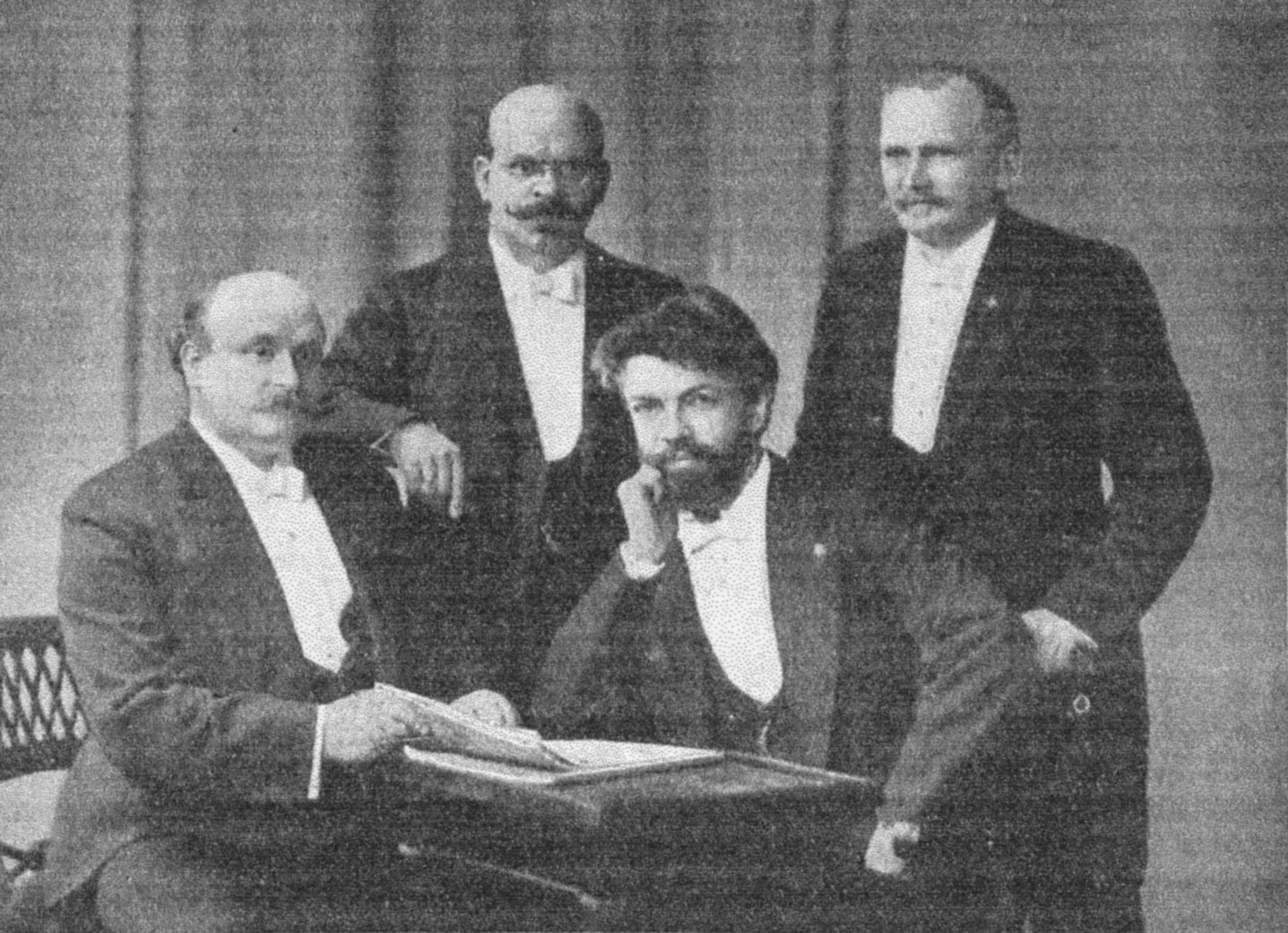
Soloquartett „Mendelssohn“

- die Gebrüder Richard Friese, Bariton, Mitglied des Männergesangsverein „Concordia“ und
- Paul Friese, Bass.

Auf dem Foto ist nur Carl A. M. Schiebold, zweite Person vorn rechts sitzend, zu identifizieren.

## Persönliches
Dieses Leipziger Vokalquartett pflegte nach eigener Aussage den künstlerischen volkstümlichen Männer-Quartettgesang mit außerordentlichem Erfolg. Die Sänger waren im Chorgesang geübte Laiensänger. Bei keinem der Sänger ist eine konservatorische Gesangsausbildung bekannt.
Carl A. M. Schiebold, der künstlerische Leiter des Vokalensembles, war als Zeichner tätig, bevor er sich vollkommen auf die Musik als Gesangslehrer und Chordirigent konzentrierte. Schiebold leitete von 1909 bis 1910 die Chorgemeinschaft Sängerkreis Leipzig-Sellerhausen. Er leitete den Frauenchor des Arbeiter Turnvereins und den Vaterländischen Frauenchor. Er war Chorleiter der Männergesangsvereine Rückwärts, Lyra und seit 1901 Leiter des Chor des Allgemeinen Turnvereines (ATV) Leipzig-Connewitz. Dieser Chor hat sich über zwei Weltkriege erhalten und war bis Anfang der neunziger Jahre des vorigen Jahrhunderts, zuletzt unter Kantor Hans Teichmann (1916–2007), aktiv.
Darüber hinaus war Schiebold deutschlandweit als Musikkritiker und Preisrichter bei Chorwettbewerben gefragt. Er komponierte eine beachtliche Anzahl Lieder für Männerchor und Quartettgesang, die heute oft vergessen sind. Allein die Komposition „Abendständchen“ mit der Textzeile: „Sonne ging schon längst zur Ruh ...“, wird heute noch aufgeführt.
Carl A. M. Schiebold leistete einen bedeutenden Beitrag zur Leipziger Musikgeschichte. Für seine Verdienste um den Leipziger Chorgesang wurde ihm der Titel „Bundesehren- und Kreisliedermeister“ verliehen. Ein Höhepunkt seines weitreichenden künstlerischen Schaffens war für Carl A. M. Schiebold die Mitwirkung als Sänger in einer Aufführung von Schumanns Opus 115, Musik zu Manfred nach Texten von Lord Byron, am 14. Dezember 1899 im Gewandhaus Leipzig unter der Stabführung von Arthur Nikisch.
Auch Richard Friese wird über beachtliche sängerische Fähigkeiten verfügt haben. In einem Konzert des Männergesangvereins Concordia, in dem die Wikingergeschichten von Edvard Grieg zur Aufführung gelangten, wurde er mit dem Baritonsolo betraut.

## Geschichte
Konzertreisen führten das Quartett 1896 nach Stuttgart, 1902 nach Graz und 1907 nach Breslau. In den Konzerten übernahm Carl A. M. Schiebold die Moderation.
Schon drei Monate nach Beginn des Sendebetriebes der Leipziger Mitteldeutschen Rundfunk AG war das Soloquartett Mendelssohn am 3. Juni 1924 im Radio mit zehn Liedern zu hören.
Es ist noch ein weiterer Rundfunkauftritt am 31. März 1928 gemeinsam mit dem Leipziger Rundfunkorchester unter Hilmar Weber nachweisbar.
Das Quartett dürfte demzufolge über die beachtliche Zeit von 39 Jahren bestanden haben.

## Repertoire
Es sind keine Programmzettel der Konzerte des Soloquartettes Mendelssohn überliefert.
Ein Ausschnitt aus der Liedfolge des Judicakonzertes am 13. März 1910, die „in so abgeklärter, klangschöner, feindurchdachter Weise dargereicht“ wurden, zeigt das Können des Vokalquartetts.
- Wanderers Nachtlied, C. Schönherr, Erstaufführung
- s' arme Dirndel, Buttler-Stubenberg, Erstaufführung
- Wie komm ich denn zur Tür herein, bearb. von Carl A. M. Schiebold, Erstaufführung
- Die Minnesänger, R. Schumann, Erstaufführung
- Lustige Liebe, Franz Joeph Cleuver, Erstaufführung
- Der Garten, Franz Joeph Cleuver, Erstaufführung
- Minnelied, Adam de la Hale, bearb. von Cl. Schreiber
- Der betrogenen Hans, Carl A. M. Schiebold

Allein sechs Erstaufführungen waren zu hören, die sämtlich „freundlich aufgenommen wurden“. Die Liedfolge des Rundfunk-Konzertes am 3. Juni 1924 gibt einen weiteren Einblick in das Repertoire. Die Gesangsbeiträge wurden zu damaliger Zeit alle live gesendet, das stellte an die Sänger einen besonders hohen Anspruch an Präzision im Gesang und Nuancen im Ausdruck.
- Waldandacht, Köhler
- Ave Maria, Schmölzer
- Abendfeier, Winter
- Die Vesper, Beethoven
- Kärntner Volkslied, O Diarndle, tief drunten im Tal
- Wohin mit der Freud?, Silcher
- In der Waldschenke, Oesten
- Zieh mit, Nestler
- Müllers Töchterlein, Meyer
- Das Lied von der Nase, Weinzier

## Kompositionen
Die Kompositionen von Carl A. M. Schiebold sind für die Interpretation durch Männerquartette, aber auch für Aufführungen durch Männerchöre geeignet.
- Abendständchen, 1903, Männerquartett, auch geeignet für Männerchor
- Sei gegrüsset, Frühlingszeit, Erstdruck 1903, Text Julius Gersdorff
- Der König in Thule, Preischor
- Heideglück, Preischor
- Rund ist die Welt, für Männerchor
- Die Nachtigall, für Männerchor
- Deutsches Heimatlied, für Männerchor
- Der Lenz ist da
- Waldesnacht
- Entsagung
- Blümchen am Hag
- Zwei Blümlein, Preischor
- Am Rhein
- Das Rheinweinlied
- Der betrogene Hans
- Lob des Bieres
- Zwei Turnerchöre: Den Kranzgeschmückten, Siegerehrung

## Tonträger
Schon frühzeitig hat der geschäftstüchtige Carl A. M. Schiebold die Bedeutung der Schallplatte für die Verbreitung und Bekanntheitsgrad seiner Musik erkannt. 1904 erschien bei Odeon Record eine der ersten doppelseitigen Schelllackplatten, besungen vom Leipziger Soloquartett „Mendelssohn“.
- Abendständchen (Schiebold). Odeon Record (LC 0015) 34108, 1904, Waldandacht (Köhler).
- Abendständchen (Schiebold). Odeon Record (LC 0015) 34123, Waldandacht (Köhler).
- Abendständchen (Schiebold). Kalliope (LC 0407) 1088, Im Feld des Morgens frühe.
- Beim Liebchen zu Haus. Kalliope (LC 0407) 1733, Nur im Herzen.
- Sei gegrüsset, Frühlingszeit. Kalliope 1061.
- Annchen von Tharau (Silcher). Symphonion (LC 0458) 11043, Sei gegrüsset Frühlingszeit, 1023.
- Beim Liebchen zu Haus, Nur im Herzen. Aste-Schallplatte (LC 0082) 52677.
- Heute scheid ich, morgen wand'r ich, Ritters Abschied. Label? (LC 0758) 1169.
- Mein Schlesierland, Schäfers Sonntagslied. Label? (LC 0758) 1187.

## Pressestimmen
- Über ein Konzert am 13. März 1910 wird über Darbietungen des „geübten“ Quartetts geschrieben, es „(...) darf von einem reinen, ungetrübten Genuss gesprochen werden. Eine mannigfaltige geschickt aufgebaute, von solistischen Darbietungen angenehm durchbrochene Vortragsfolge“. Weiter werden die „ausgesuchten klanglichen Gaben“[11], an anderer Stelle die „deutliche Aussprache“ gelobt.[10]

- Am 1. August 1914 feierte das Männer-Soloquartett Mendelssohn sein 25-jähriges Bestehen. Die Deutsche Sängerbundeszeitung gratulierte: „Nicht nur in Leipzig, sondern auch in zahlreichen Städten Deutschlands, Österreichs haben sich die Sänger in die Herzen ihrer Zuhörer zu singen verstanden.“[12]